# Convair X-11
Le X-11, dont le projet initial est dénommé projet XSM-16A, est le nom donné par l'USAF au SM-65A Atlas A, prototype du missile balistique intercontinental SM-65 Atlas. Contrairement aux versions suivantes, le X-11 est une fusée monoétage, il n'est donc équipé que de boosters fixes et dépourvu de moteur principal.
Treize fusées sont assemblées dont trois sont utilisées pour des essais au sol. Huit lancements sont effectués du 11 juin 1957 au 3 juin 1958 depuis les pas de tir LC-12 et LC-14 de la Cape Canaveral Air Force Station. Sur les huit vols d'essai, seuls quatre sont couronnés de succès.

## Liste des lancements
| Date       | Heure (GMT) | Pas de tir | N° de série | Apogée | Résultat |
| ---------- | ----------- | ---------- | ----------- | ------ | -------- |
| 06/11/1957 | 19:37       | LC-14      | 4A          | 2 km   | Échec    |
| 25/09/1957 | 19:57       | LC-14      | 6A          | 3 km   | Échec    |
| 17/12/1957 | 17:39       | LC-14      | 12A         | 120 km | Succès   |
| 10/01/1958 | 15:48       | LC-12      | 10A         | 120 km | Succès   |
| 07/02/1958 | 19:37       | LC-14      | 13A         | 120 km | Succès   |
| 20/02/1958 | 17:46       | LC-12      | 11A         | 90 km  | Échec    |
| 05/04/1958 | 17:01       | LC-14      | 15A         | 100 km | Succès   |
| 03/06/1958 | 21:28       | LC-12      | 16A         | 120 km | Succès   |

### Développements ultérieurs
- Convair X-12
- SM-65 Atlas